# Велика кружница
Велика кружница, такође позната као ортодром, сфере (лопте) је кружница која се добија пресеком сфере са равни која пролази кроз њен центар. Полупречник велике кружнице сфере једнак је полупречнику сфере на којој она лежи. Кроз сваке две тачке сфере које нису крајеви њеног пречника пролази само једна велика кружница сфере. Било које две велике кружнице сфере секу се у двема дијаметрално супротним тачкама сфере. Велика кружница је највећи круг који се може нацртати на било којој датој сфери. Било који пречник било које велике кружнице поклапа се са пречником сфере, те стога све велике кружнице имају исто средиште и обим једна са другом. Овај посебан случај кружнице сфере је у супротности са малом кружницом, односно пресеком сфере и равни која не пролази кроз центар. Сваки круг у Еуклидском 3-простору је велики круг тачно једне сфере.
За већину парова различитих тачака на површини сфере постоји јединствена велика кружница кроз две тачке. Изузетак је пар антиподних тачака, за које постоји бескрајно много великих кругова. Мали лук великог круга између две тачке је најкраћи површински пут између њих. У том смислу, мали лук је аналоган „правим линијама“ у Еуклидској геометрији. Дужина мањег лука великог круга узима се као растојање између две тачке на површини сфере у Риманској геометрији где се такве велике кружнице називају Римановским кружницама. Ове велике кружнице су геодезици сфере.
Диск омеђен великом кружницом назива се велики диск: то је пресек лопте и равни која пролази кроз њено средиште. У вишим димензијама, велике кружнице на n-сфери пресек су n-сфере и 2-равни које пролазе кроз координатни почетак у Еуклидском простору .

## Извођење најкраћих стаза
Да би се доказало да је мањи лук великог круга најкраћи пут који повезује две тачке на површини сфере, на њега се може применити варијациони рачун.
Размотримо класу свих правилних путања од тачке {\displaystyle p} до друге тачке {\displaystyle q}. Могу се увести сферне координате тако да се {\displaystyle p} поклапа са северним полом. Било која крива на сфери која не пресеца ниједан пол, осим можда на крајњим тачкама, може се параметризовати помоћу
{\displaystyle \theta =\theta (t),\quad \phi =\phi (t),\quad a\leq t\leq b}
под условом да се допусти да {\displaystyle \phi } поприми произвољне реалне вредности. Инфинитезимална дужина лука у овим координатама је
{\displaystyle ds=r{\sqrt {\theta '^{2}+\phi '^{2}\sin ^{2}\theta }}\,dt.}
Стога, дужина криве {\displaystyle \gamma } од {\displaystyle p} до {\displaystyle q} је функционал крива дата са
{\displaystyle S[\gamma ]=r\int _{a}^{b}{\sqrt {\theta '^{2}+\phi '^{2}\sin ^{2}\theta }}\,dt.}
Према Ојлер-Лагранжовој једначини, {\displaystyle S[\gamma ]} је минимизован ако и само ако
{\displaystyle {\frac {\sin ^{2}\theta \phi '}{\sqrt {\theta '^{2}+\phi '^{2}\sin ^{2}\theta }}}=C},
при чему је {\displaystyle C} константа независна од {\displaystyle t}, и
{\displaystyle {\frac {\sin \theta \cos \theta \phi '^{2}}{\sqrt {\theta '^{2}+\phi '^{2}\sin ^{2}\theta }}}={\frac {d}{dt}}{\frac {\theta '}{\sqrt {\theta '^{2}+\phi '^{2}\sin ^{2}\theta }}}.}
Из прве од ове две једначине се може се добити да
{\displaystyle \phi '={\frac {C\theta '}{\sin \theta {\sqrt {\sin ^{2}\theta -C^{2}}}}}}.
Интегришући обе стране и узимајући у обзир гранични услов, реално решење за {\displaystyle C} је нула. Стога,{\displaystyle \phi '=0} и {\displaystyle \theta } могу бити било које вредности између 0 и {\displaystyle \theta _{0}}, што значи да крива мора лежати на меридијану сфере. У картезијанским координатама ово је
{\displaystyle x\sin \phi _{0}-y\cos \phi _{0}=0}
што је раван кроз координатни почетак, тј. центар сфере.

## Примене
Неки примери великих кругова на небеској сфери укључују небески хоризонт, небески екватор, и еклиптику. Велике кружнице се такође користе као прилично прецизне апроксимације геодезика на површини Земље за ваздушну или морску навигацију (иако то није савршена сфера), као и за сфероидна небеска тела.
Екватор идеализоване земље је велики круг и сваки меридијан и његов супротни меридијан чине велики круг. Још један велики круг је онај који дели копнену и водену хемисферу. Велика кружница дели земљу на две хемисфере и ако велика кружница пролази кроз тачку она мора проћи кроз антиподалну тачку.
Фанкова трансформација интегрише функцију дуж свих великих кругова сфере.